# شیگای‌کولباش
شیگای‌کولباش (انگلیسی: Shigaykulbash) یک شهرک در شهرستان بوزدیاکسکی باشقیرستان کشور روسیه است.